# Чумгак
Чумгак или Чугмак  — река на Украине, правый приток Оржицы. Бассейн Днепра. Длина 72 км. Площадь водосборных бассейнов 845 км². Уклон 0,5 м/км. Долина шириной 2,5 км, по форме напоминает корыто. Пойма частично осушена, шириной до 0,6 км. Русло извилистое, шириной 5—10 м, на значительном протяжении отрегулировано. Используется для технических нужд. Есть пойменные озёра, шлюзы-регуляторы.
Берёт начало у села Ковалевка. Течёт по территории Драбовского района Черкасской области и Оржицкого района Полтавской области.
Притоки (от истока к устью): Безымянная (Казак), Сухая Оржица.